# Pseudomasaris zonalis
Pseudomasaris zonalis är en stekelart som först beskrevs av Cresson 1864.  Pseudomasaris zonalis ingår i släktet Pseudomasaris och familjen Masaridae. Inga underarter finns listade i Catalogue of Life.